# کنون که می‌دمد از بوستان نسیم بهشت
غزلی با مطلع «کنون که می‌دمد از بوستان نسیم بهشت»، غزل شمارهٔ ۷۹ از دیوانِ حافظ در تصحیحِ محمد قزوینی و قاسم غنی است.

## در دیگر آثار هنری
هشت قطعهٔ خوشنویسی اثر فخرالدین احمد متعلق به اواخر سدهٔ ۹ ه‍.ق در یکی از مرقع‌های یعقوب‌بیک آق‌قویونلو به شماره‌های ۲۱۶۰ و به‌سال ۸۸۳–۸۹۶ ه‍.ق/۱۴۷۸–۱۴۹۰ م موجود است. این مرقع در کتابخانهٔ توپکاپی‌سرای استانبول نگهداری می‌شود. این قطعه‌ها شامل بیت‌هایی از غزل «کنون که می‌دمد از بوستان نسیم بهشت / من و شراب فرح بخش و یار حورسرشت» است که در سال ۸۷۱ ه‍.ق در ساوه نوشته شده است.